# Ernest Alexandre Dominique d'Arenberg
Ernest Alexandre Dominique d'Arenberg (Bruxelles, 26 dicembre 1643 – Pamplona, 3 giugno 1686) è stato un generale belga.
IX principe di Chimay, fu al servizio della Spagna dove fu governatore del ducato del Lussemburgo e viceré di Navarra.

## Biografia
Figlio di Filippo d'Arenberg, VIII principe di Chimay e già governatore del ducato del Lussemburgo, sua madre era la nobildonna Theodora Maximilienne van Gaveren Herimez. Dopo la morte del padre, gli succedette nei titoli di duca d'Arenberg, principe di Chimay, conte di Beaumont e di Frezin, barone di Hallwyn e Commines, signore d'Avesnes e co-signore di Hainaut. Inoltre ereditò tutto l'asse patrimoniale di suo zio e padrino Ernesto di Isenburg-Grenzau.
Come suo padre fu al servizio degli spagnoli nei Paesi Bassi spagnoli e dal 1680 al 1684 fu governatore e capitano generale del ducato di Lussemburgo e della contea di Chiny. Nel 1675 venne nominato cavaliere dell'Ordine del Toson d'oro. In quello stesso anno sposò a Madrid la nobildonna Maria de Cardenas, damigella d'onore della regina, ma i due non ebbero figli.
In qualità di governatore del Lussemburgo, diresse le difese della città contro i vari tentativi di Luigi XIV di assediarne la fortezza. Durante l'assedio finale del 1684 fu in grado di tenere la città per diversi mesi ma alla fine venne costretto ad arrendersi. Con il resto delle sue truppe lasciò la città e poco dopo venne nominato viceré di Navarra.
Morì a Pamplona nel 1686. I suoi titoli vennero dapprima ereditati da sua zia e poi ereditati da un suo parente, Philippe Louis d'Alsace-Hénin-Liétard.